# منزل النور
منزل النور هي مدينة تابعة لولاية المنستير بالساحل التونسي. بلغ عدد سكانها في عام 2014 نحو 11،772ساكن. واسمها القديم يعرف بالداموس نسبة للهضاب المرتفعة شمال البلدة. قام بتغييره الوزير الأول في حكومة بورقيبة سنة 1969 «الباهي الأدغم» وهو وليد الجهة، إثر فيضانات عمت كامل البلاد، فقام ببناء مساكن جديدة للمتضررين وغير الاسم.